# Des nouvelles de la planète Mars
Pour plus de détails, voir Fiche technique et Distribution.
Des nouvelles de la planète Mars est un film franco-belge réalisé par Dominik Moll, sorti en 2016.

## Synopsis
Philippe Mars est un quadragénaire rempli de gentillesse dont la rencontre avec Jérôme, un collègue de travail psychotique à la recherche du grand amour, va modifier profondément sa vie. Cette dernière est déjà quelque peu compliquée, entre son ex-femme qui se décharge sur lui de la garde de leurs enfants, une fille de 17 ans qui ne jure que par le travail et la réussite et un fils de 13 ans qui connaît ses premiers émois et ses premières révoltes. À cela s'ajoutent une sœur artiste déjantée, un boulot dans l'informatique si peu épanouissant et les apparitions hallucinatoires, mais bienveillantes de ses parents décédés et de débats en famille autour du végétarisme.

## Fiche technique
- Titre : Des nouvelles de la planète Mars
- Réalisation : Dominik Moll
- Scénario : Dominik Moll et Gilles Marchand
- Musique : Adrian Johnston
- Montage : Margot Meynier
- Photographie : Jean-François Hensgens
- Costumes : Virginie Montel
- Décors : Emmanuelle Duplay
- Producteur : Michel Saint-Jean
  - Coproducteur : Patrick Quinet
- Production : Diaphana Films, Artemis Production et France 3 Cinéma, en association avec la SOFICA Indéfilms 4
- Distribution : Diaphana Distribution
- Pays d'origine :  France et  Belgique
- Durée : 101 minutes
- Genre : comédie
- Dates de sortie :
  - Allemagne : 17 février 2016 (Berlinale)
  - France : 9 mars 2016

## Distribution
- François Damiens : Philippe Mars, l'informaticien ;
- Vincent Macaigne : Jérôme, le collègue de travail de Philippe, au comportement oscillant entre névrose et psychose ;
- Veerle Baetens : Chloé, la végétalienne ;
- Jeanne Guittet : Sarah Mars, la fille de Philippe ;
- Tom Rivoire : Grégoire Mars, le fils de Philippe ;
- Olivia Côte : Fabienne/Xanaé Mars, la sœur de Philippe, artiste peintre ;
- Michel Aumont : le père de Philippe ;
- Catherine Samie : la mère de Philippe ;
- Philippe Laudenbach : le vieux voisin, ex chauffeur de Giscard ;
- Léa Drucker : Myriam, l'ex de Philippe, reporter à France 24 ;
- Julien Sibre : Gordon, le patron de Philippe ;
- Gaspard Meier-Chaurand : Clément, le petit ami de Sarah ;
- Olivier Galzi : le présentateur de télévision.

## Box-office
- France : 58 663 entrées[1].